# Sansoen Phra Barami
Phleng Sansoen Phra Barami ou Phleng Sanrasoen Phra Barami (en thaï : เพลงสรรเสริญพระบารมี) est l'hymne royal de Thaïlande. Il coexiste avec l'hymne national du pays, Phleng Chat.
L'hymne royal est joué en présence de la famille royal, mais aussi avant chaque spectacle ou chaque film diffusé au cinéma,.

## Histoire
Vers 1913, le Prince Narisaranuvadtivongs écrit les paroles qui sont ensuite revisitées par le Roi Rama VI, roi du Siam.
L'hymne royal était l'hymne national du Siam jusqu'en 1932.